# 天賜良醫
《天賜良醫》（英語：Something the Lord Made），2004年美國傳記片，講述黑人心臟外科手術師維維恩·托馬斯與白人醫生阿尔弗雷德·布莱洛克的故事。電影由約瑟夫·薩金特執導，摩斯·戴夫及艾倫·瑞克曼主演，改編自華盛頓人雜誌的同名文章。

## 獎項
該片獲9項艾美獎提名，並贏得當中3個獎項，分別為傑出電視電影、傑出迷你劇或電影攝影和傑出迷你劇或電影單鏡頭剪接。它亦得到兩項金球獎提名、Black Reel Awards最佳電影及最佳男配角、有色人种进步协会形象奖以及皮博迪獎。

## 外部連結
- 互联网电影数据库（IMDb）上《天賜良醫》的资料（英文）
- Washingtonian article （页面存档备份，存于）